# Black Lips!
Black Lips! — дебютный студийный альбом американской рок-группы Black Lips. Альбом был выпущен 18 мая 2003 года.

## Отзывы
| Оценки критиков | Оценки критиков |
| Источник        | Оценка          |
| --------------- | --------------- |
| AllMusic        | [ 1 ]           |
| KLYAM           | A−              |

Альбом получил положительные отзывы музыкальной критики и интернет-изданий.
Марк Деминг из Allmusic отметил, что «Послушайте первые несколько треков с одноимённого дебютного альбома Black Lips, и покажется, что вы открыли для себя очередную группу, играющую в стиле нью-гараж-рок с примесью панк-рока. Всё это, конечно, хорошо, но стоит вникнуть в альбом, и вы поймёте, что у этих ребят есть ещё кое-что в рукаве: сумасшедшая психоделия „Freakout“, жуткий блюзовый кроль „Stone Cold“ и „Down and Out“, а также вольное безумие „You’re Dumb“ доказывают, что эти ребята черпали вдохновение из самых разных, далеко не самых благотворных источников. Подобно Dwarves до Blood Guts & Pussy, Black Lips ищут что-то грязное, опасное и просто нездоровое под энергичным фасадом гаражного панка, и на этом альбоме им это удаётся без труда найти. Хотя выступления часто бывают настолько рваными, что почти кончаются, похоже, именно в этом и заключается суть, и хриплый вопль певца Коула Александра — прекрасный рупор для этого путешествия по трущобам вашего разума. Жестокий и не для брезгливых, но классный материал для тех, кто любит ритмичный пойло в грязном стакане».

## Список композиций
1. «Throw It Away» — 2:33
2. «Freakout» — 1:43
3. «Ain’t No Deal» — 2:25
4. «Stone Cold» — 2:02
5. «I’ve Got a Knife» — 1:14
6. «Down and Out» — 2:11
7. «Steps» — 1:28
8. «Fad» — 1:49
9. «Sweet Kin» — 2:00
10. «Crazy Girl» — 1:52
11. «Everybody Loves a Cocksucker» — 3:20
12. «Can’t Get Me Down» — 2:30
13. «You’re Dumb» — 3:41
14. «Say Hello to the Postman» — 2:11

Продюсером, микшированием и мастерингом треков 11, 12 и 4 выступил Eric Gagnon/Eric El Camino. Бас-гитара в песне «Stone Cold» принадлежит Gagnon.